# Woodlawn, Illinois
Woodlawn är ett municipalsamhälle (village) i Jefferson County i Illinois. Vid 2020 års folkräkning hade Woodlawn 617 invånare.